# Franz Müller (peintre)
 (septembre 2023).
Pour les articles homonymes, voir Müller.
Ne doit pas être confondu avec Franz Müller.
Maria Joseph Ernestin Franz Müller (né le 26 avril 1843 à Düsseldorf, mort en septembre 1929 dans la même ville) est un peintre allemand.

## Biographie
Il est le fils du peintre Andreas Müller et de son épouse Maria Katharina Schweden. Il apprend la peinture et travaille d'abord auprès de son père et son oncle Karl Müller. Il étudie à l'académie des beaux-arts de Düsseldorf auprès de Karl Ferdinand Sohn, Eduard Bendemann et Ernst Deger qui est d'une grande influence.
Ses premières œuvres sont une Madone à l'enfant et une pietà. Dans les années 1860, il aide son père pour les 24 représentations de maîtres allemands demandées par Charles-Antoine de Hohenzollern-Sigmaringen pour la salle d'art du château de Sigmaringen. En 1871 et 1872, il va au Collège universitaire Artesis d'Anvers.
Après son retour, il complète un retable à Kevelaer par une peinture de Jean le Baptiste, du Christ et de la Vierge Marie. Il peint toute une série de toiles pour l'église Saint-Cyriaque de Hüls.
Après la mort de son oncle en 1893, Franz Müller finit le grand retable de l'église Saint-Rémi (de) de Bonn. Dans l'église Saint-Joseph (de) de Verden, les fresques sont faites en compagnie d'Eduard Goldkuhle.